# Ákos Braun
Ákos Braun (Paks, 26 de junio de 1978) es un deportista húngaro que compitió en judo. Ganó una medalla de oro en el Campeonato Mundial de Judo de 2005 y dos medallas en el Campeonato Europeo de Judo, oro en 2005 y bronce en 2008.

## Palmarés internacional
| Campeonato Mundial | Campeonato Mundial      | Campeonato Mundial | Campeonato Mundial |
| Año                | Lugar                   | Medalla            | Categoría          |
| ------------------ | ----------------------- | ------------------ | ------------------ |
| 2005               | El Cairo (Egipto)       | Medalla de oro     | –73 kg             |
| Campeonato Europeo |                         |                    |                    |
| Año                | Lugar                   | Medalla            | Categoría          |
| 2005               | Róterdam (Países Bajos) | Medalla de oro     | –73 kg             |
| 2008               | Lisboa (Portugal)       | Medalla de bronce  | –73 kg             |